# Большое Шастово
Большое Шастово — упразднённая деревня, располагавшаяся на территории городского округа Черноголовка Московской области России.

## География
Находилась в северо-восточной части области, в зоне хвойно-широколиственных лесов, к западу от автодороги 46К-7162, на расстоянии примерно 4 километров (по прямой) к северо-северо-востоку от города Черноголовка, административного центра округа.

### Климат
Климат характеризуется как умеренно континентальный, с умеренно холодной зимой и тёплым летом. Среднегодовая температура воздуха — +4,2 °C. Средняя минимальная воздуха самого холодного месяца (января) — −15 °C (абсолютный минимум — −45 °C), средняя максимальная температура самого тёплого (июля) — +24 °С (абсолютный максимум — +36 °C). Годовое количество атмосферных осадков — 560…600 мм, из которых около 70 % выпадает в период с апреля по октябрь.

## История
В «Списке населенных мест Московской губернии по сведениям 1859 года» населённый пункт упомянут как владельческая деревня Шастово Богородского уезда, расположенная при колодце, в 25 верстах от уездного города. В деревне насчитывалось 4 двора и проживало 23 человека (12 мужчин и 11 женщин).
По состоянию на 1913 год, в Шастове имелось 7 дворов. В административном отношении деревня входила в состав Аксёновской волости.
По данным 1926 года в деревне имелось 10 хозяйств и проживало 54 человека (26 мужчин и 28 женщин). Являлась частью Стояновского сельсовета Аксёновской волости Богородского уезда.